# Mürren
Mürren, im Ortsdialekt Mirren, ist ein Dorf im Berner Oberland in der Schweiz. Es ist autofrei und liegt etwa 1640 m über dem Meeresspiegel, rund 800 m über der Talsohle des Lauterbrunnentals. Wie der kleinere Nachbarort Gimmelwald gehört es zur Einwohnergemeinde Lauterbrunnen. Wegen seiner privilegierten Lage gegenüber dem Jungfraumassiv wurde Mürren ab der Mitte des 19. Jahrhunderts international bekannt als Ferienort.

## Geographie
Mürren liegt auf einer Terrasse auf der linken (westlichen) Seite des Lauterbrunnentals, gegenüber von Jungfrau, Mönch und Eiger. Der Blick auf die Jungfrau wird allerdings teilweise verwehrt durch den Schwarzmönch (2648 m). Über dem Dorf erheben sich Birg (2684 m) und Schilthorn (2969 m). Die Ortschaft Stechelberg im Talgrund ist nur etwa 1,5 km Luftlinie von Mürren entfernt, aber fast 800 m tiefer gelegen. Gimmelwald liegt gut 1 km südlich von Mürren und knapp 300 m tiefer.
Unterhalb des östlichen Dorfrands fallen die Felswände der Mirrenflue (Mürrenfluh) rund 600 m ab gegen die Weisse Lütschine. Über sie stürzt der Mürrenbach in einem 417 m hohen Wasserfall, der je nach Definition als der höchste der Schweiz bezeichnet werden kann. Der Mürrenbach fällt allerdings nicht frei, sondern entlang der fast senkrechten Felswand – anders als der bekanntere Staubbach in der Nähe des Dorfes Lauterbrunnen (ca. 4 km weiter nördlich).

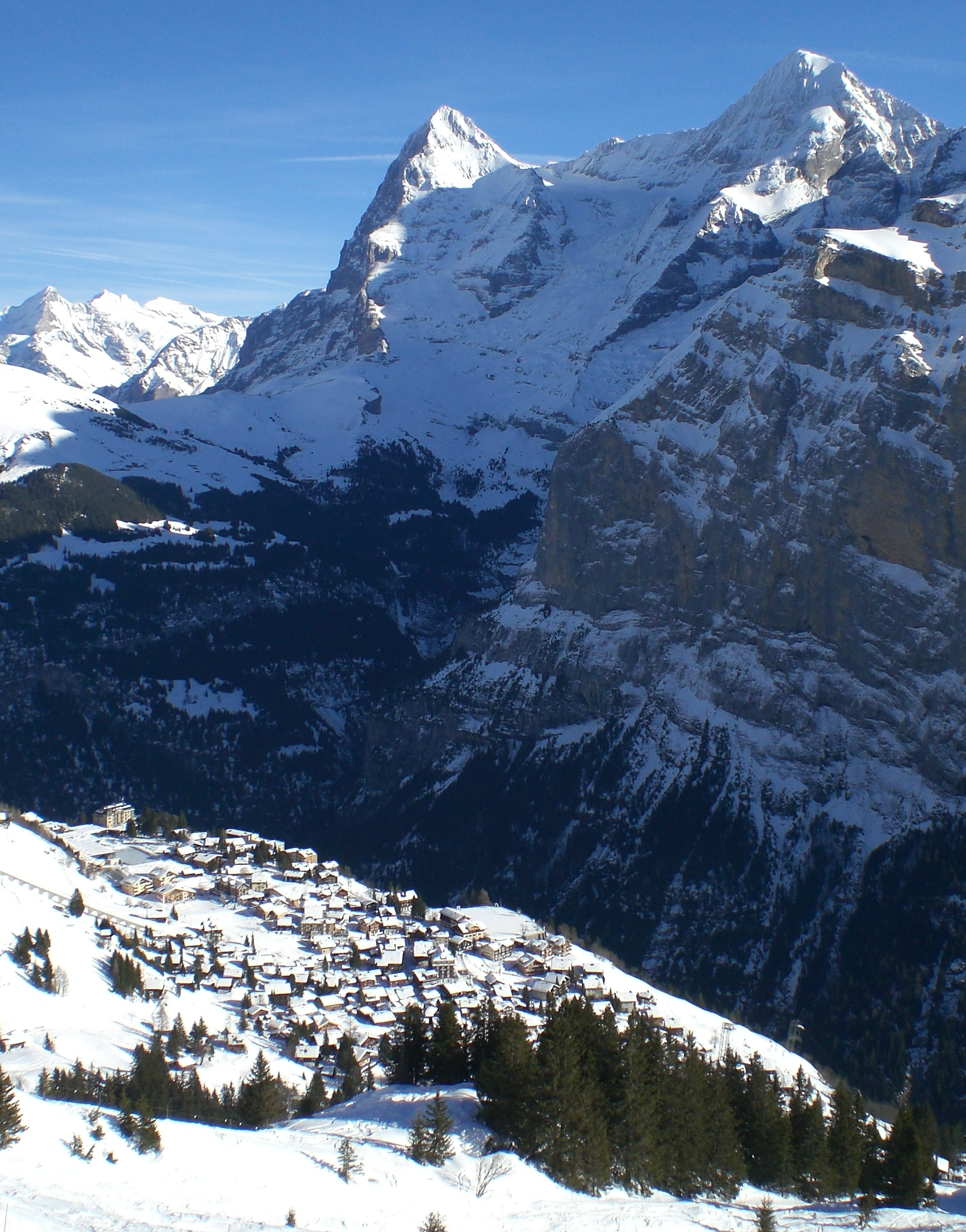
Mürren mit Eiger und Mönch
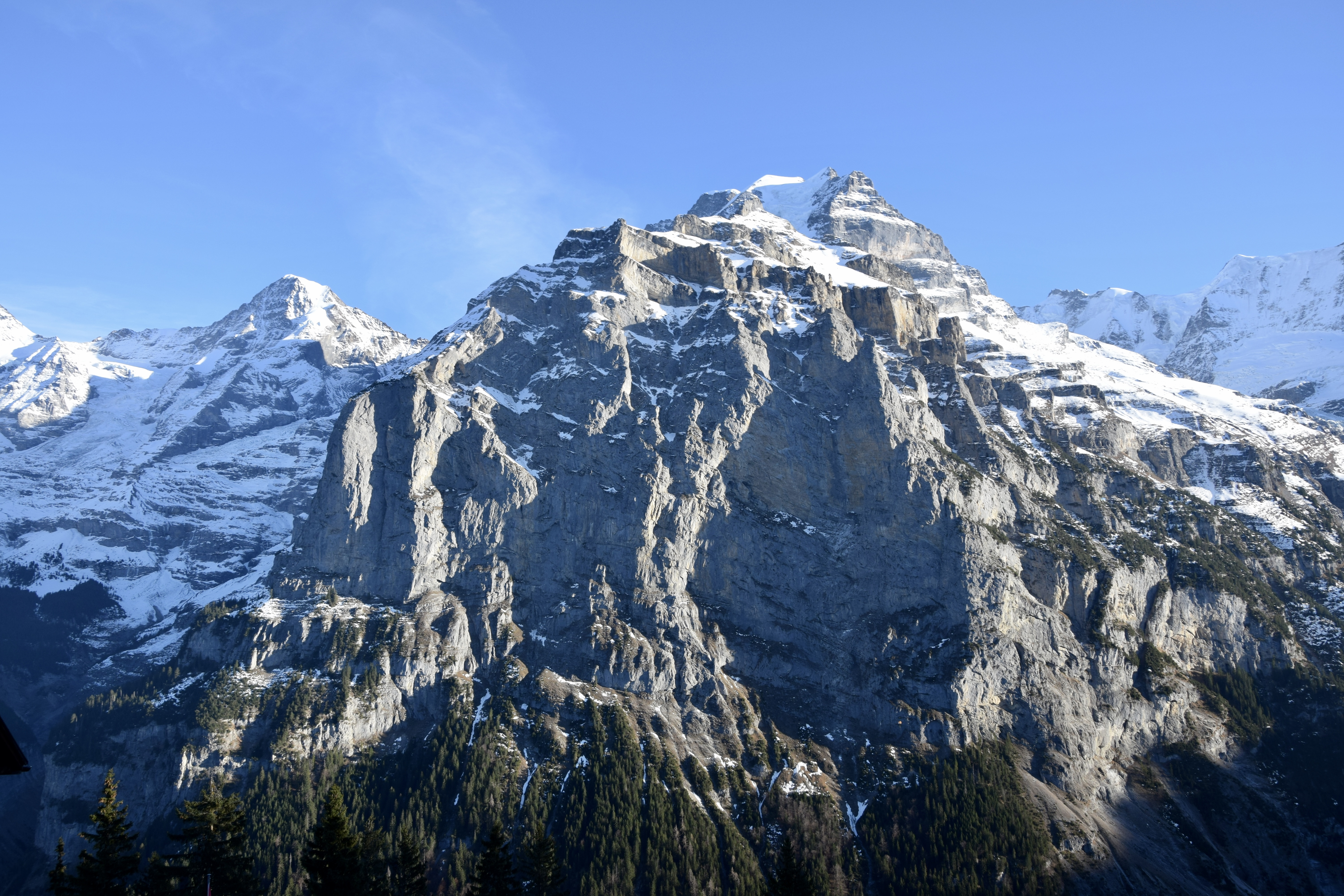
Die Jungfrau ist teilweise verdeckt durch den Schwarzmönch
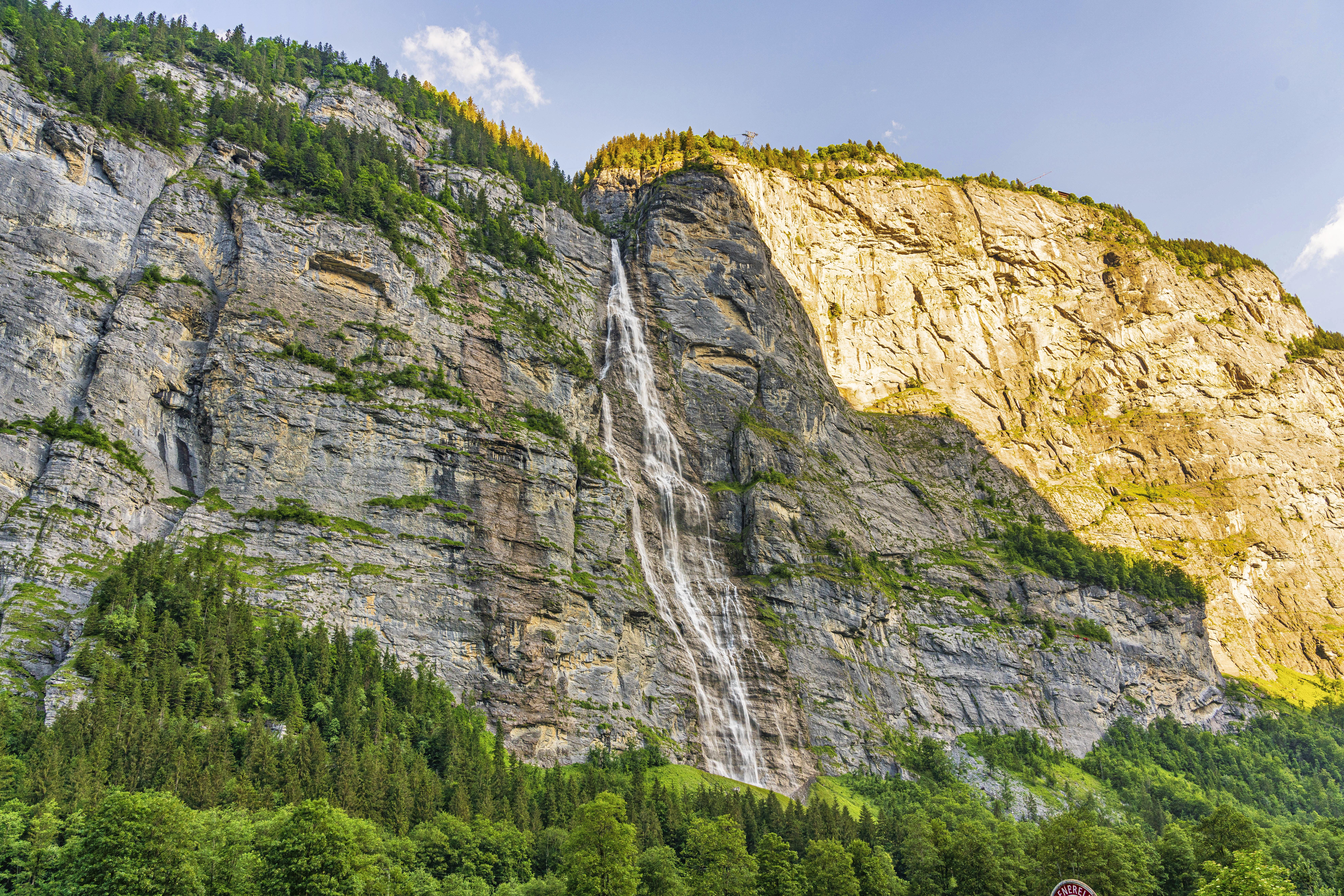
Mirrenflue und Mürrenbachfall

Der Abstieg zum Talboden verläuft auch weiter nördlich sehr steil. Deshalb wurde Mürren gegen Ende des 19. Jahrhunderts nicht mit einer Fahrstrasse erschlossen, sondern durch die Bergbahn Lauterbrunnen–Mürren: Von Lauterbrunnen beförderte eine Standseilbahn (2006 durch eine Luftseilbahn ersetzt) die Reisenden zur rund 700 m höher gelegenen Grütschalp; von dort führt eine gut 4 km lange Schmalspurbahn nach Mürren.

## Geschichte

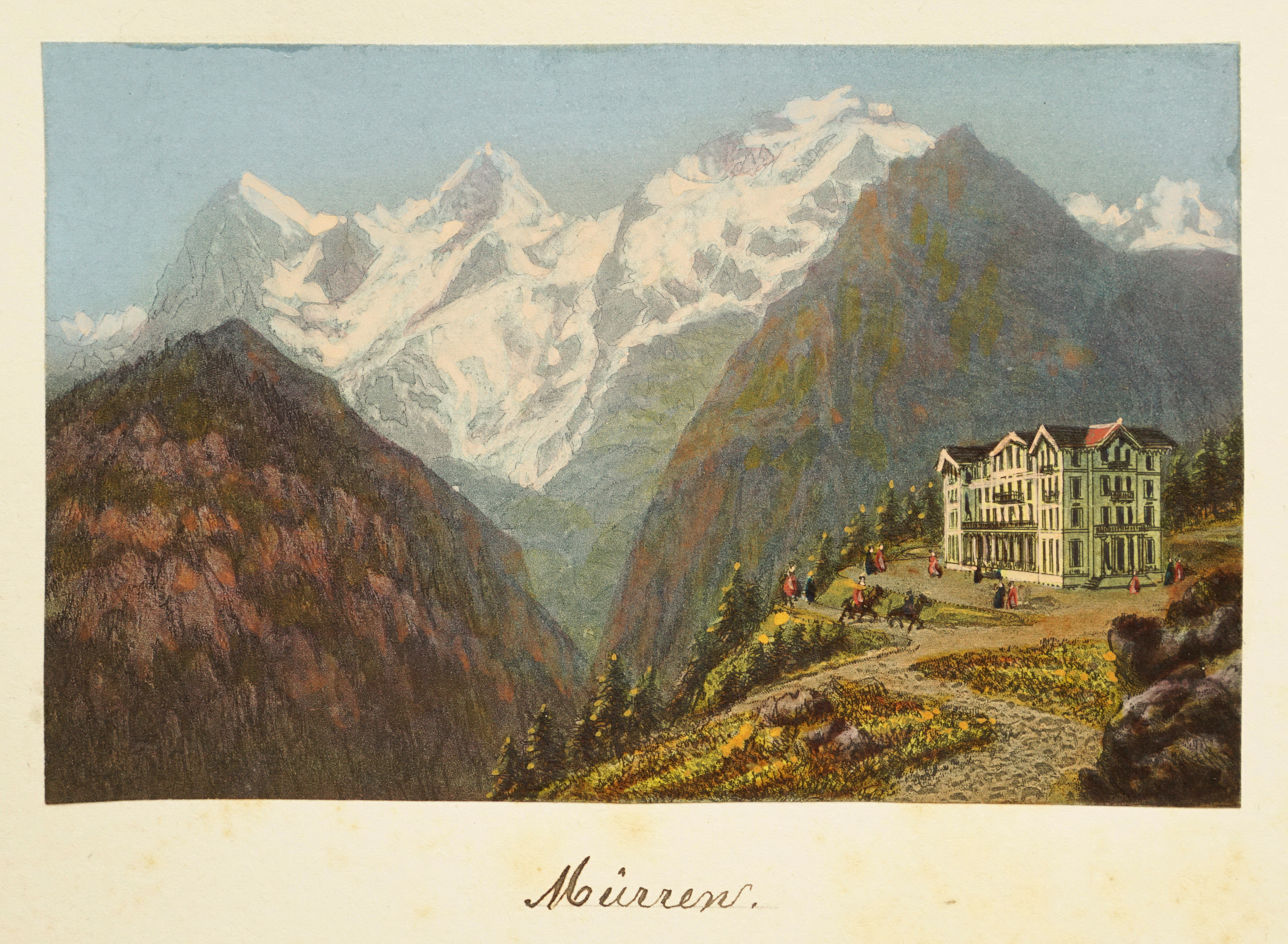
Um 1875: Bis zur Eröffnung der Bergbahn 1891 wurden die Gäste auf Saumtieren befördert (Radierung von Heinrich Müller)

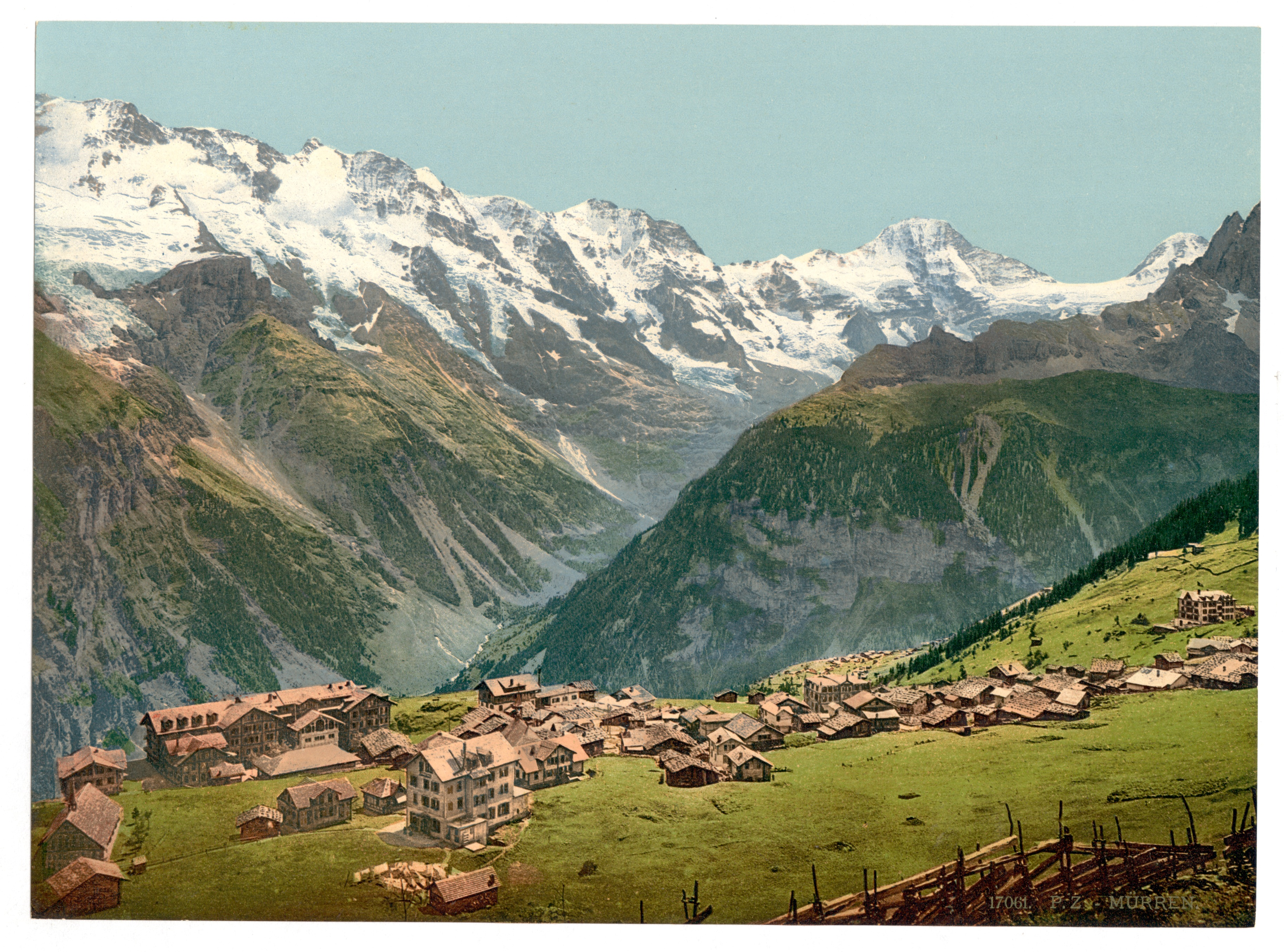
Mürren um 1890/1900; rechts das Sefinental (Photochromdruck)

Erstmals urkundlich erwähnt wurde Mürren 1257 als mons Murren; es war damals vermutlich eine Alp. Nach 1300 wurde das Lauterbrunnental vom Wallis her besiedelt; die Einwanderer stammten vor allem aus dem Lötschental. 1346 sind die Walserkolonien Lauterbrunnen, Mürren und Gimmelwald erstmals als Siedlungen erwähnt.
Im Jahr 1764 hatte Mürren 114 Einwohner. 1857 liessen Bäuert und Bergschaft (Alpkorporation) das erste Hotel erbauen und verpachteten es. Bis zur Eröffnung der Bergbahn Lauterbrunnen–Mürren 1891 wurden die Gäste auf Saumtieren befördert. Die Feriendestination war bis zum Ersten Weltkrieg vor allem bei Engländern beliebt; für sie wurde 1878 eine anglikanische Kirche errichtet. Seit 1967 kann das Dorf von Stechelberg her mit der Schilthornbahn erreicht werden. 1985 wurde ein alpines Kur- und Sportzentrum eröffnet.
1931 und 1935 war Mürren Austragungsort der Alpinen Skiweltmeisterschaften.

## Name
Für den Namen «Mürren» werden laut Ortsnamenbuch des Kantons Bern drei mögliche Herleitungen in Betracht gezogen, von denen keine vollends zu überzeugen vermag:
- von vorindogermanisch *murr- ‹Geröll, Hügel›
- von vorromanisch *murrēna ‹vorspringender Berggipfel›, ‹Schnauze› (auf romanisch *murr- ‹Schnauze› geht wohl auch das deutsche Wort Moräne zurück, über französisch moraine)
- von schweizerdeutsch Mūr ‹Mauer› (schwer zu erklären ist dabei allerdings die r-Verdoppelung bereits im ältesten Beleg des Namens: «Murren» 1257)

## Bevölkerung und Infrastruktur
In Mürren leben etwa 430 Einwohner (Stand 2023); dieser Zahl stehen ca. 1500 Gästebetten gegenüber. Das Dorf verfügt über eine eigene Schule und zwei Kirchen: eine anglikanische bzw. reformierte und eine römisch-katholische.
| Jahr      | 1783 | 1811 | 1900 | 1910 | 1930 | 1941 | 1960 | 1970 | 1980 | 2006 | 2014 | 2018 | 2022 |
| Einwohner | 92   | 136  | 214  | 311  | 342  | 339  | 441  | 448  | 458  | 450  | 377  | 429  | 417  |

## Politik
Mürren gehört zusammen mit Gimmelwald, Isenfluh, Wengen, Stechelberg und Lauterbrunnen zur Einwohnergemeinde Lauterbrunnen. Auch die Kirchgemeinde umfasst die ganze Talschaft.

## Verkehr

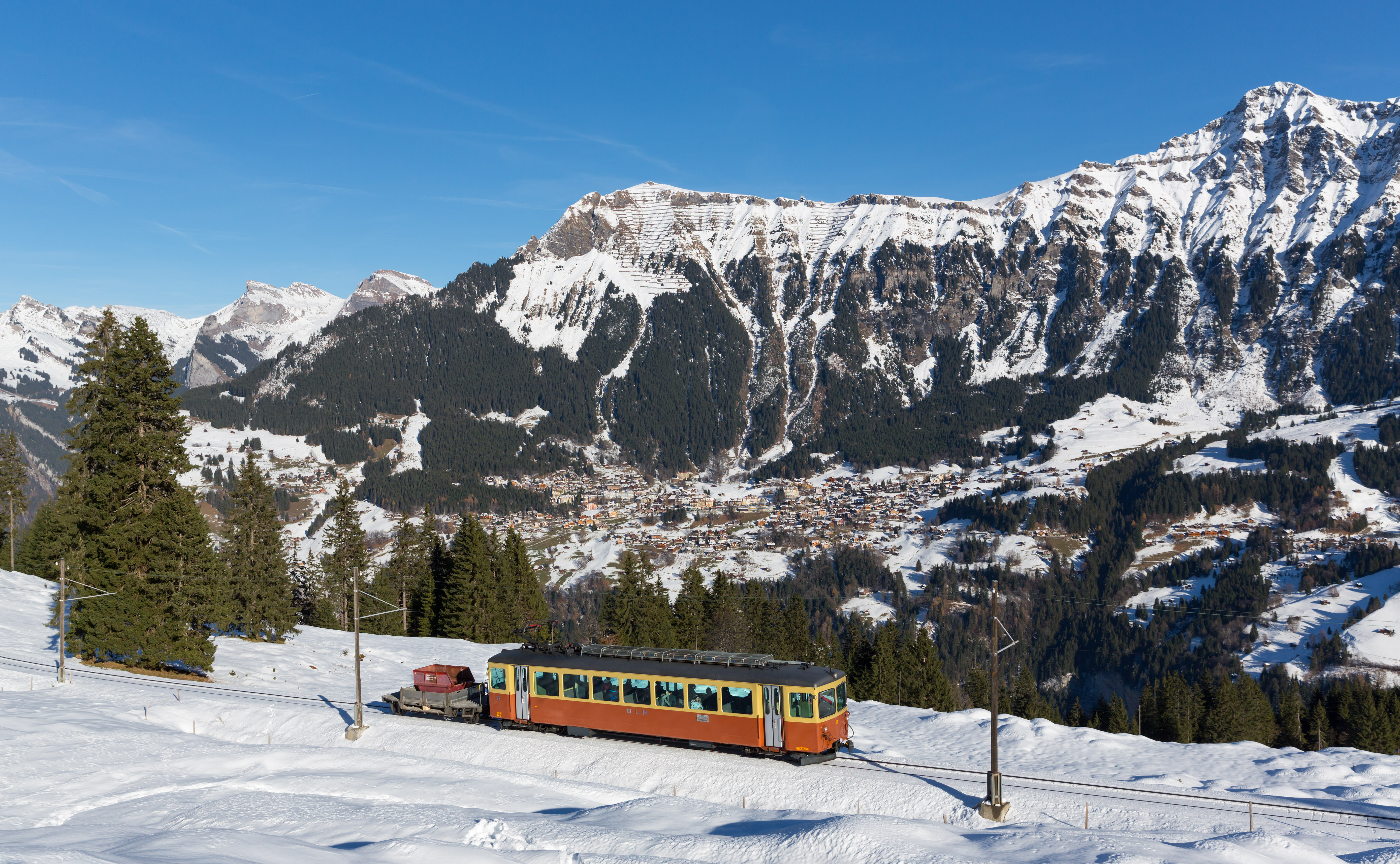
Schmalspurbahn Grütschalp–Mürren; im Hintergrund Wengen

Man erreicht Mürren nur mit dem öffentlichen Verkehr, zu Fuss oder mit dem Fahrrad. Die Bergbahn Lauterbrunnen–Mürren (BLM) verkehrt von Lauterbrunnen via Grütschalp nach Mürren (siehe oben, «Geographie»), die Schilthornbahn von Stechelberg aus. Seit Dezember 2024 bringt die laut Angaben der Schilthornbahn «steilste Seilbahn der Welt» (maximale Steigung: 159,4 %) die Fahrgäste von Stechelberg direkt nach Mürren. Die bisherige Luftseilbahn Stechelberg–Gimmelwald–Mürren bleibt in Betrieb bis mindestens 24. August 2035.
In Mürren liegt die Talstation der Allmendhubelbahn.
Von 1894 bis 1930 beförderte die Pferdebahn Mürren Hotelgäste zwischen dem BLM-Bahnhof und dem «Grandhotel und Kurhaus».

## Touristisches Angebot und Veranstaltungen

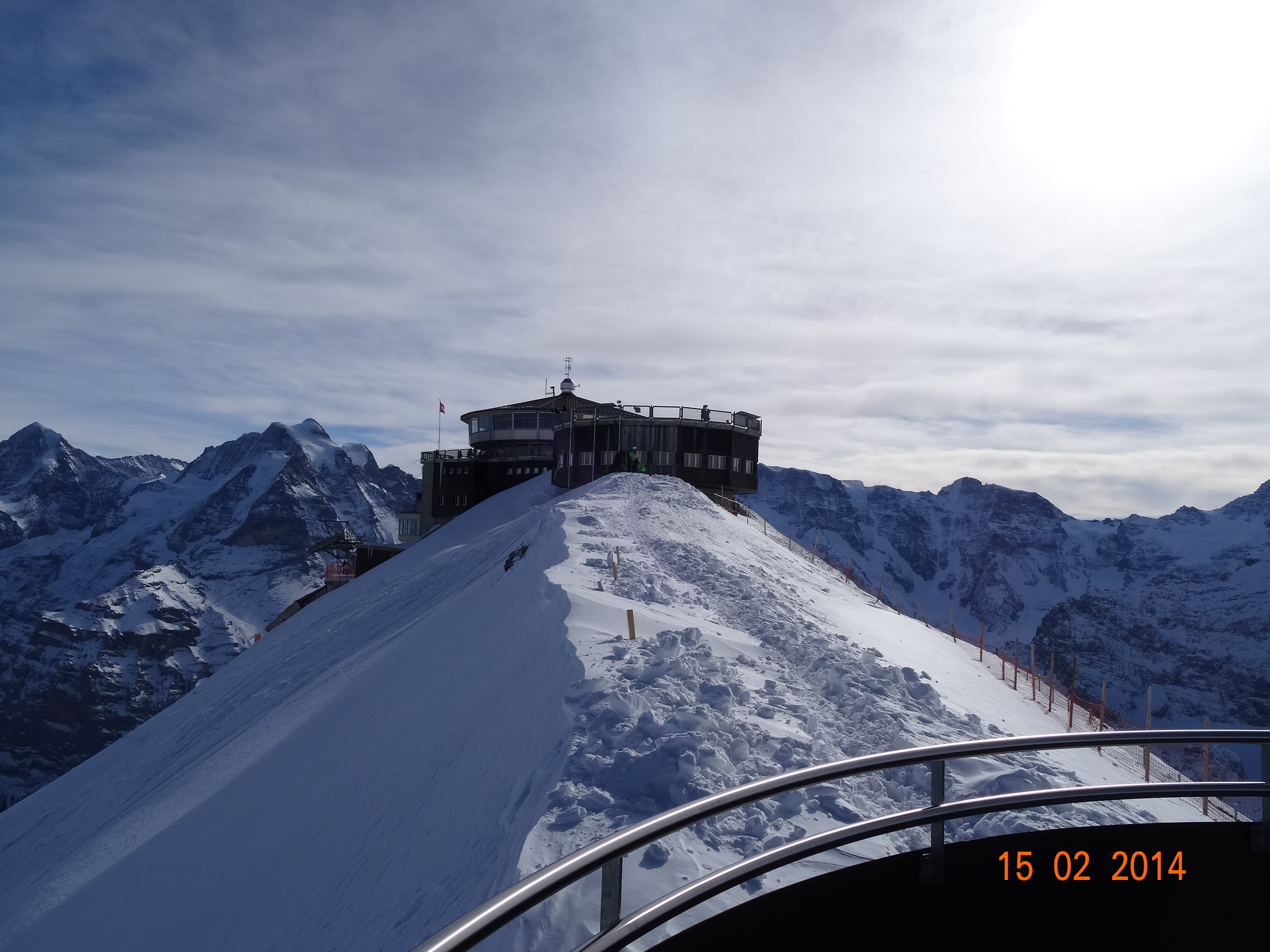
Schilthorn mit Drehrestaurant Piz Gloria

Mürren ist Ausgangspunkt für Wanderungen im Sommer und liegt in einem gut ausgebauten Wintersportgebiet mit der steilsten Skipiste der Jungfrau-Region. Bekannt ist das Schilthorn mit seinem Drehrestaurant Piz Gloria, wo der Bond-Film Im Geheimdienst Ihrer Majestät gedreht wurde.
Seit 1928 findet in Mürren jedes Jahr das längste Ski-Abfahrtsrennen der Welt für Amateure statt, das Internationale Inferno-Rennen. Seit 1998 ist Mürren zudem Austragungsort des Inferno Triathlons, welcher auf dem Schilthorn endet.

## Persönlichkeiten
- Heidi Obrecht (* 1942), Skirennfahrerin
- Theres Obrecht (* 1944), Skirennfahrerin

## Bilder

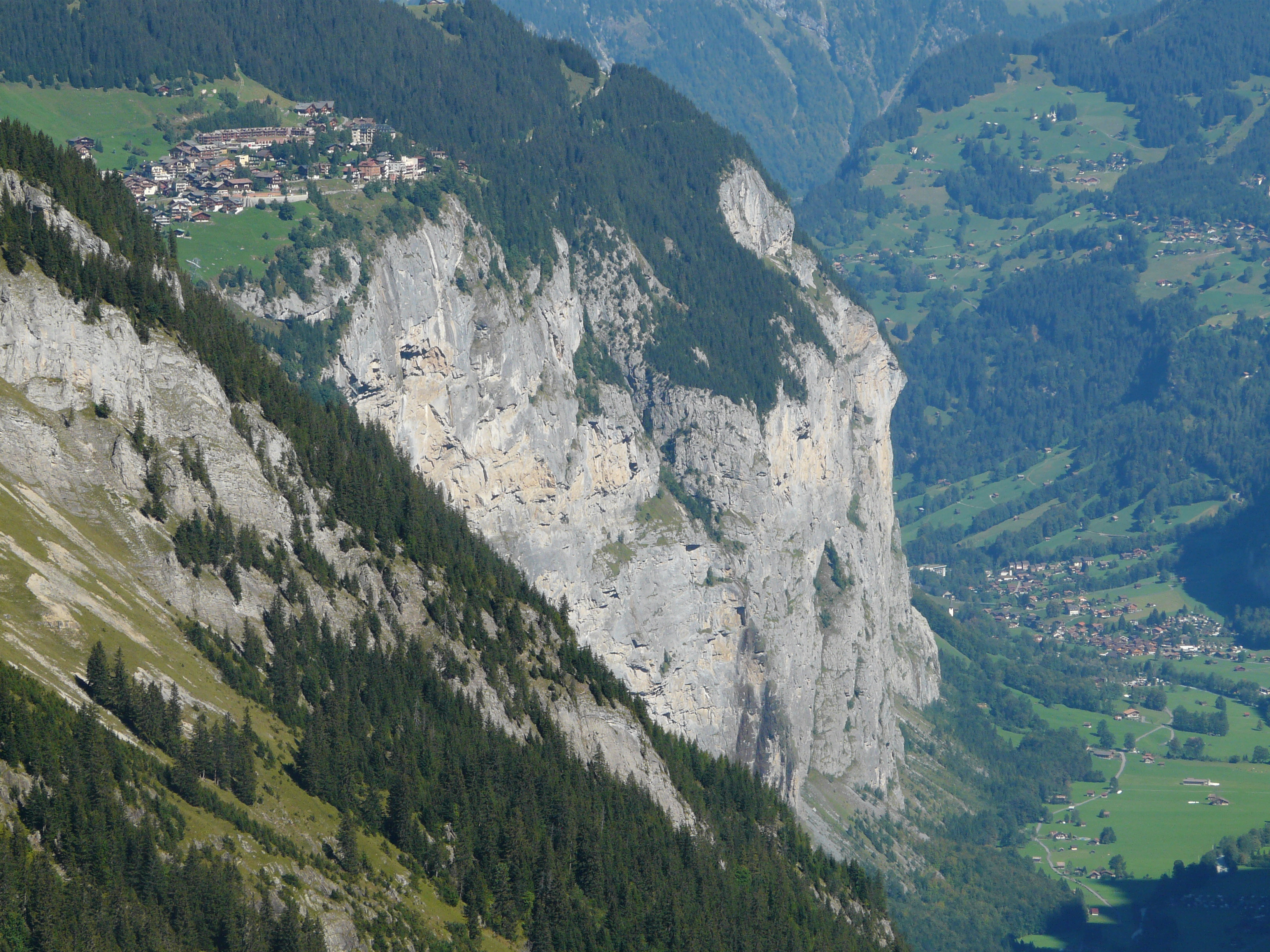
Mürren (links) und Lauterbrunnen
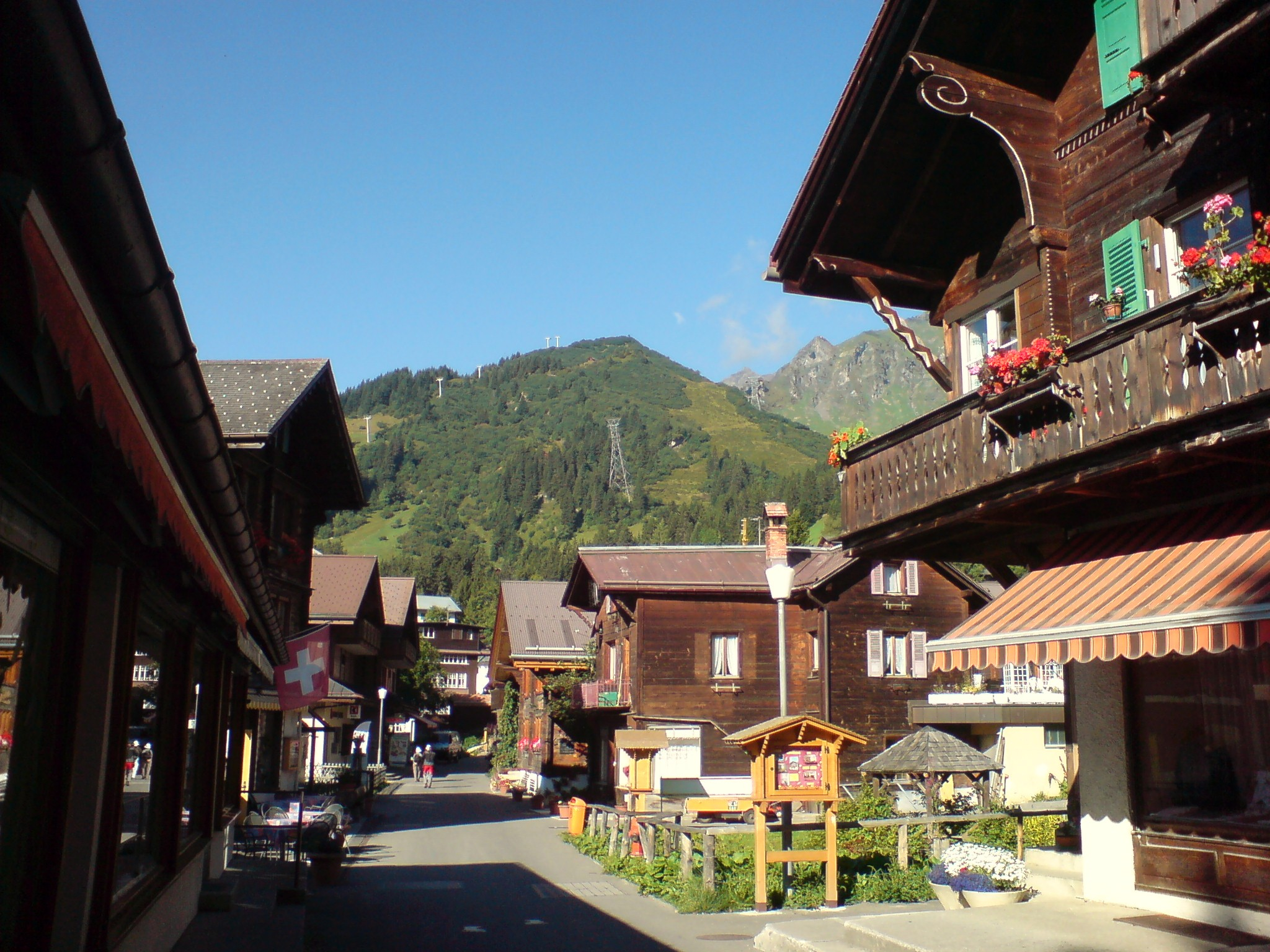
Mürren ist autofrei
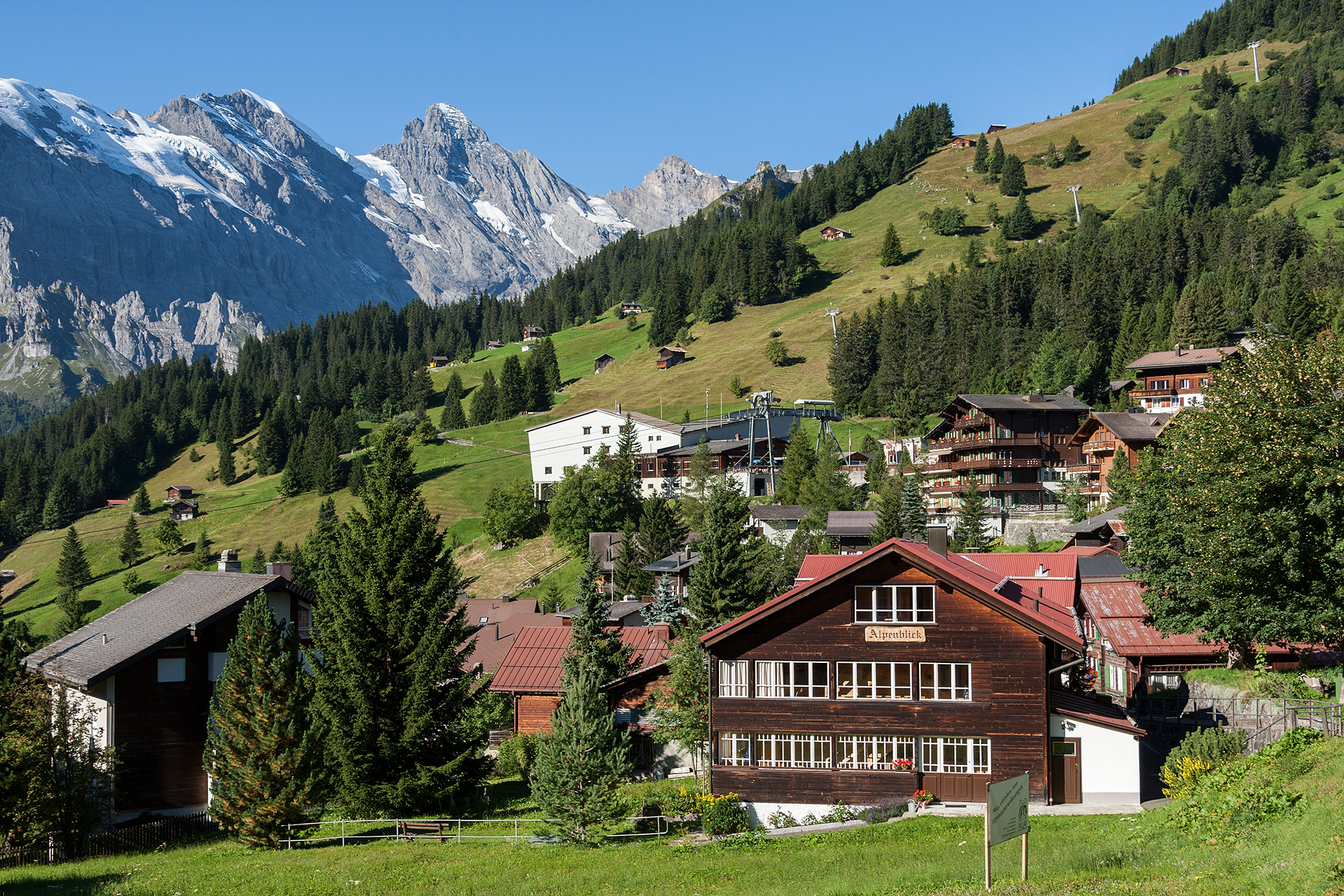
Blick vom südlichen Dorfrand
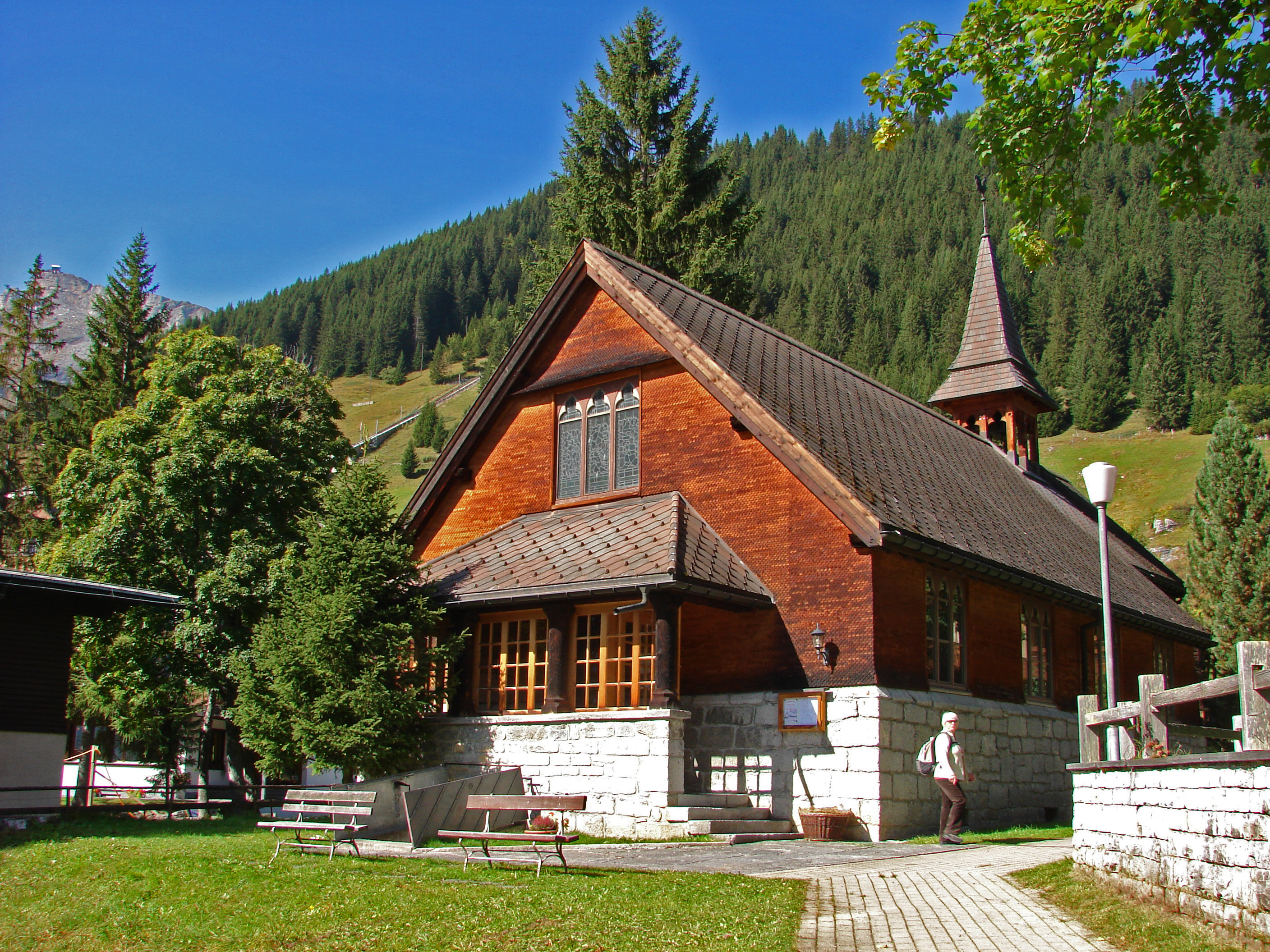
Die 1878 erbaute anglikanische Kirche
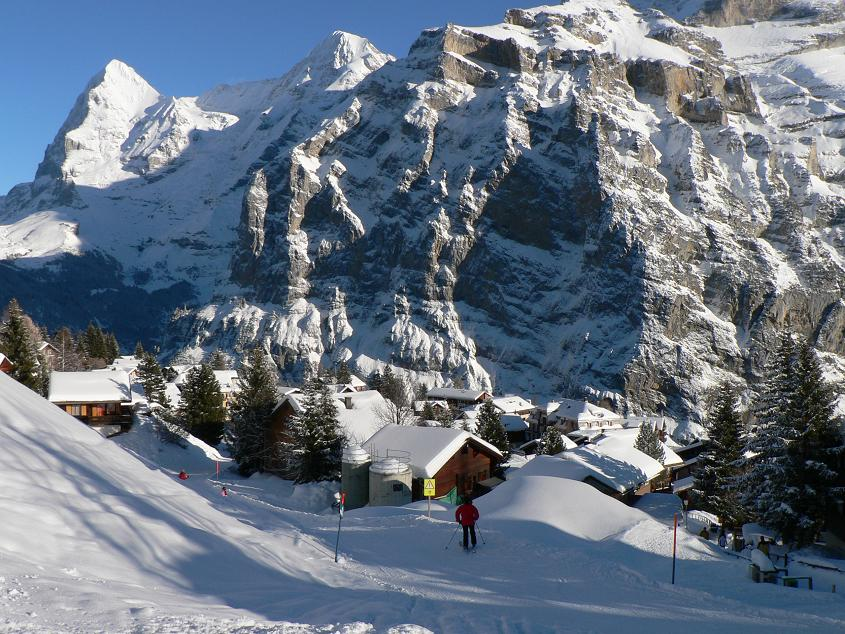
Mürren im Winter